# Annales Cambriae

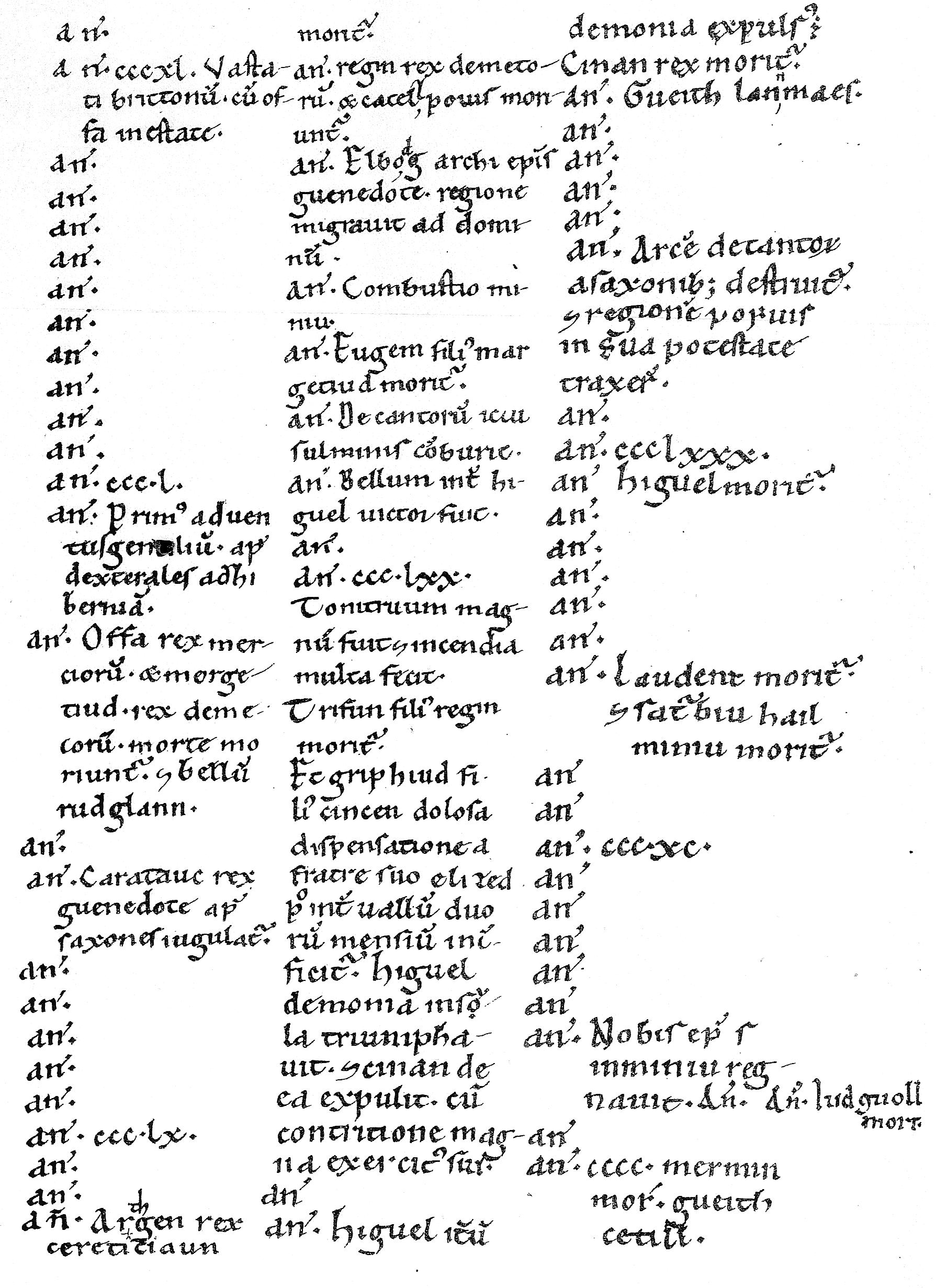
Página do manuscrito A dos Anais de Gales.

Annales Cambriae ou Anais de Gales é uma crónica histórica medieval escrita em latim nos finais do século X. O nome pelo qual a obra é conhecida refere-se a Cambria, forma latinizada de Gales (em galês Cymru).
É uma das principais fontes históricas para a Baixa Idade Média britânica, especialmente devido à escassez de fontes para o período. A obra consiste numa lista de datas e eventos ocorridos nas Ilhas Britânicas, especialmente Gales e o norte da Grã-Bretanha. Os fatos registrados são em geral batalhas, pragas, mortes de reis, santos, etc, cobrindo o período entre c. 450 a c. 955. Para a redação dos Annales, que tomou sua forma definitiva nos finais do século X, foram usados textos anteriores como anais irlandeses e crónicas originárias do norte da Grã-Bretanha e de Gales.
Há duas referências a batalhas em que teria participado Artur, o lendário líder britânico que lutou contra os invasores anglo-saxões. Uma, datada de 516 ou 518, refere-se à Batalha do Monte Badon (Badonicus mons), em que "Artur carregou uma Cruz sobre os ombros" e os "britânicos foram vencedores". A outra, datada de 537 ou 539, menciona a Batalha de Camlann, em que "Artur e Morderete caíram". Morderete (Medraut) é, segundo as lendas, um lendário filho de Artur que entra em conflito com o pai. Segundo as mesmas lendas, pai e filho terminam por matar-se um ao outro em Camlann.